# Vélo-Club du 12e
Le Vélo-Club du 12e arrondissement de Paris est un ancien club de cyclisme français fondé en 1946. Il est un des rares club français à accepter les femmes dans les années 1950.

## Histoire
Olivier Chicot fonde le VC 12e, le 29 aout 1946, avec l'idée de constituer une école du sprint.
Le club débute par une cinquantaine de victoires sur piste et sur route René Faye, Fernand Vidal, Pierre Rebière, Georges Marandet, Lhuillery, Lebreton sont les premiers sociétaires. Le nombre atteint rapidement 50 et tout de suite, il y a des révélations : René Lo Guidice, Louis Cavanna, Bourgeois, Roger Bertaz, Gaucher… Le nombre de coureurs augmente sans cesse : 70 en 1947, 100, l’année suivante 120 en 1949, 150 en 1950.
En 1947, le soigneur Antoine Gouttefarde remarque le jeune Émile Lognay. Puis au cours d'un déplacement en Normandie, les coureurs du VC 12e rencontrent, sur le vélodrome de Saint-Pierre-sur-Dives, Jacques Bellenqer, dont ambition est de courir à la Cipale. En 1948 et 1949, il forme avec Faye et Lognay l’équipe première du VC 12e. M. Chicot révèle encore Picquet, Gonnin et accueille Pierre Eusebi,,, Le Normand et Verdeun en 1950.
En 1951, le VC 12e reconstitue ses équipes avec Le Normand, Le Moigne, et Cousin; et enlève les Championnats de Paris et de France des Sociétés, ainsi que le Challenge des Sociétés et une épreuve préolympique.
En 1952, il s'octroie 13 victoires sur route, Jacky Mougenot 7, René Mortelec 3, Leliard 3. Ravaud-Petit enlève le Challenge Pikina (américaine) des épreuves estivales. Jeannine Lemaire bat, à Milan, le record du monde de l’heure avec 39 km. 735. Michel Gasnot enlève la 1re Médaille, tandis que son coéquipier Soubeyre gagne la 5e et la grande finale.
En 1953, l’équipe du VC 12e est composée de Lucien Le Moigne, Lucien Coullomb et Roger Gaignard. M. Chicot accueille deux jeunes provinciaux : le Breton Le Pain et le Berrichon Georges Avignon,.
Une équipe  Alcyon-VC XII prend le départ de Paris-Nice 1957
En 1962, le VC 12e sponsorise l'équipe VC 12e-Gitane-Leroux-Dunlop pour le Tour de France et en 1963, l'équipe St Raphaël-Gitane-R.Geminiani-VC 12e sur le Tour de France.
En 1966, l'équipe première porte le maillot VC 12e-Sauvage-Lejeune.
Patrick Da Rocha, pendant sa carrière reçoit le soutien de Peugeot et Wolber et porte le maillot du VC 12e.
En 1991, le VC 12e se fond dans le Paris Cycliste Olympique (PCO) fondé pour réunir les forces des différents clubs d’arrondissements parisiens.

## Présidents
- 1946 : Olivier Chicot
- ?-1990 : Christian Masola

## Directeurs sportifs
- 1952 : Maillet ou Mayet
- 1961 : Raymond Hugonnet, Pierre Rebière

## Coureurs et coureuses ayant couru sous les couleurs du VC 12e
- Lucien Aimar
- Janet Augusto
- Daniel Beaumont
- Roger Bertaz
- Elyane Bonneau
- Patrick Da Rocha
- Marcel Delattre
- Aimable Denhez
- Fabien De Vooght
- Fernand Etter
- René Faye
- Jean Graczyk
- Roger Gaignard
- Philippe Gaudrillet
- Michel Grain
- Jean Hoffmann
- Guy Hulak
- Guy Ignolin
- Roland Lacombe
- Bernard Leblanc
- Jean Claude Leclercq
- André Le Dissez
- Jean-Claude Le Hec
- François Le Her
- Jeannine Lemaire
- Paul Lemeteyer
- Émile Lognay
- Michel Nédélec
- Jacques Simon
- Paul Soubeyre
- Michel Rousseau[16]
- Maurice Verdeun

## Palmarès
- Champion du monde de vitesse amateurs
  - Maurice Verdeun : 1950
  - Michel Rousseau : 1956
- Champion du monde de poursuite amateurs
  - Marcel Delattre : 1960
- Champion de France de vitesse
  - Jacques Bellenger : 1948, 1949
  - Émile Lognay : 1950, 1952
  - Maurice Verdeun : 1950
  - Patrick Da Rocha : 1986, 1987, 1988
- Champion de France des sociétés sur piste : 1948, 1949[17], 1950, 1951, 1953[18],[12]
- Championnat de France des sociétés sur route : 2e en 1963 et 1964
- Grand Prix de Paris amateurs
  - René Faye : 1947
  - Émile Lognay : 1948 et 1949
  - Maurice Verdeun : 1950

- Champion de l'Ile de France de vitesse des sociétés : 1949[19], 1951

## Courses organisées
- Paris-Aubigny-sur-Nère
- Grand Prix des Œuvres Sociales Parisiennes
- Paris-Caen
- « Bouquet de la France » avec une rencontre professionnels-amateurs
- Paris-Cayeux
- Critérium international amateurs 100 km derrière entraineur à Daumesnïl[20]